# .nl
.nl là tên miền quốc gia cấp cao nhất (ccTLD) của Hà Lan. Việc đăng ký được thực hiện thông mạng lưới các nhà tham gia. Nó là một trong những tên miền quốc gia phổ biến nhất, xếp hạn thứ tư trong Tóm tắt Ngành công nghiệp tên miền VeriSign, sau .de, .uk và .eu.
Nó là tên miền quốc gia đầu tiên từng được đăng ký. Cơ quan quản lý tên miền.nl được chuyển cho Piet Beertema của Centrum voor Wiskunde en Informatica vào năm 1986.
Từ ngày 31 tháng 1, 1996, tên miền.nl được đăng ký bởi Stichting Internet Domeinregistratie Nederland (SIDN). Người đăng ký phải trả cho SIDN một khoản phí đối với mỗi tên miền từ ngày 1 tháng 4, năm 1996, cho đến khi đó việc đăng ký là miễn phí. Trong những ngày đầu tiên, phần lớn các người đăng ký là các trường đại học và phòng nghiên cứu của các công ty lớn, như Phòng nghiên cứu Philips.
Các cá nhân được phép đăng ký một tên miền cấp 2.nl từ năm 2003. Như đã dự đoán trước, các cá nhân được phép đăng ký một tên miền cấp 3 từ năm 2000. Những 'tên miền cá nhân' như vậy có dạng janjansen.123.nl. Chúng không bao giờ phổ biến, và sự đăng ký đã được hoãn lại từ năm 2006. Vì chỉ có khoảng 500 tên miền như vậy được đăng ký, tương phản với khoảng 2 triệu tên miền cấp 2, SIDN đã thông báo dừng đăng ký tên miền đến năm 2008 từ ngày 4 tháng 7 năm 2007. Những người sở hữu tên miền như vậy sẽ được SIDN liên lạc và đề nghị một khoản phí nhỏ nếu họ hợp tác.
Giá của tên miền.nl khác nhau, nhưng tùy vào nhà đăng ký giá vào khoảng 10 đến 15 euro. 70% tên miền.nl được sử dụng cho kinh doanh. Một cuộc thăm dò bởi SIDN cho thấy ít nhất 62% tất cả các tên miền.nl đều có trang web.